# キヌガサ
キヌガサは、かつて存在していたSNSサービス。株式会社paperboy&co.が運営していた。

## 概要
株式会社paperboy＆co.の家入一真社長によってウケ狙いで始まったSNSである。
キヌガサの名称はキヌガサダケから取られていて、理由は強そうな名前だったから。
キヌガサに参加するには他のユーザーから招待が必要となる招待制だった。ユーザーは自分自身の得意分野を「○○の鉄人」(元プロ野球選手の衣笠祥雄とサービス名のキヌガサを掛けて、あだ名であった「鉄人」から借用）として自己紹介するシステム的特徴があった。
ユーザーが利用できる機能は友人リスト、日記作成、メッセージの送受信、本やCDのレビュー等。レビューによって本やCDが売れれば、売り上げの数％がキヌガサ運営者側に入った。また、ユーザーは自分のアマゾンIDを紐付けする事が出来、その場合はユーザー側のアフィリエイト収入となった。

## 歴史
- 2004年6月 サービス開始。
- 2004年10月19日 オークションサイト「ビッダーズ」の出品情報を参照出来る機能を追加[2]。
- 2004年12月12日 携帯電話でも同様のサービスを利用できるようにシステムを拡充[3]。
- 2007年5月15日 NTTスマートコネクト株式会社と共同で「キヌガサ」上でのリアルタイムコミュニケーションに関する検証実験を行う[4]。
- 2009年11月13日 採算が取れない為、同日14時にサービス終了となった。登録者数は約6万8千人だった[5][6]。